# Хамзо Хамзић
Хамзо Хамзић (Бијељина, 20. мај 1924 — Тузла, 17. јануар 1944), учесник Народноослободилачке борбе и народни херој Југославије.

## Биографија
Рођен је 20. маја 1924. године у Бијељини. Као ученик Бијељинске гимназије укључио се у револуционарни омладински покрет и постао је члан Савеза комунистичке омладине Југославије (СКОЈ). Убрзо је постао један од руководилаца СКОЈ-а у Бијељини, где је деловао до одласка у партизане децембра 1941. године.
Јануара 1942. године је примљен у чланство Комунистичке партије Југославије (КПЈ), а у току фебруара 1942. је заједно с групом партизана из Мајевичког партизанског одреда учествовао у акцији за ослобођење ухапшених и заробљених партизана и чланова КПЈ из усташког затвора у Бијељини. У партизанским борбама се истакао као храбар и спретан бомбаш. Јула 1942. године је био тешко рањен, али се пре потпуног излечења вратио у јединицу.
Године 1943. постао је командир чете у Другом батаљона Мајевичког партизанског одреда. Посебно се истакао у нападу Мајевичког одреда и Друге војвођанске бригаде на Трећу домобранску пуковнију 11. јуна 1943. године. Том приликом било је заробљено преко 1.200 војника и официра са комплетним наоружањем. За учешће и показану храброст у овој борби Хамза је био похваљен од Штаба Одреда. Августа 1943. године је био постављен за командира чете у новоформираном Муслиманском батаљону. Са овом четом учествовао је у првом нападу на Тузлу, октобра 1943. године и истакао се у уништавању непријатељских упоришта у спољној одбрани града.
У борбама током Шесте непријатељске офанзиве, крајем 1943. године, са Муслиманским батаљоном је водио тешке борбе против Немаца и усташке „Црне легије” на Романији. У тим борбама починио је подвиг када је на положају код Бијелих стијена зауставио продор немачких јединица, које су претходно потиснуле остале партизанске снаге. Његова чета је тада више од 24 часа опкољена одолевала немачким нападима, упркос честим бомбардовањима авијације и сталним обасипањем минобацачких граната. Хамза је тада као командир чете ишао од борца до борца и храбрио их, подижући на тај начин морал код бораца. Дуготрајни отпор његове чете допринео је партизанским снагама да потисну непријатељске снаге, поврате раније положаје и на крају их натерају на повлачење.
Као истакнути борац и руководилац био је постављен за команданта батаљона у Шеснаестој муслиманској бригади. Јануара 1944. године са својим батаљоном је учествовао у другом нападу на Тузлу. И поред више упозорења претпостављених да као командант батаљона не треба да иде у прве борбене редове, Хамзо је наставио са својим ранијим навикама.
После три неуспела покушаја напада на град, Хамзо је 17. јануара 1944. године са својим батаљоном покушао да се пробије кроз непријатељске јединице, које су пристизале у помоћ опкољеном гарнизону у граду. Како би охрабрио своје борце, Хамзо се прикључио међу бомбаше и пушкомитраљезце и у јуришу пао смртно погођен.
Указом председника Федеративне Народне Републике Југославије Јосипа Броза Тита, 27. новембра 1953. године, проглашен је за народног хероја.